# بيرغر مارتينز
بيرغر مارتينز (28 يونيو 1980 ببروج في بلجيكا - ) (بالهولندية: Birger Maertens)‏ هو لاعب كرة قدم بلجيكي في مركز الدفاع. شارك مع منتخب بلجيكا تحت 19 سنة لكرة القدم ومنتخب بلجيكا تحت 21 سنة لكرة القدم ومنتخب بلجيكا لكرة القدم. أما مع النوادي، فقد لعب مع نادي فيسترلو ونادي كلوب بروج وهيراكليس ألميلو و.

## وصلات خارجية
- بيرغر مارتينز على موقع الاتحاد البلجيكي (الإنجليزية)
- بيرغر مارتينز على موقع قاعدة بيانات كرة القدم.إي يو (الإنجليزية)
- بيرغر مارتينز على موقع ناشيونال فوتبول تيمز (الإنجليزية)
- بيرغر مارتينز على موقع عالم كرة القدم.نت (الإنجليزية)